# Један ујутро (филм)
Један ујутро (енгл. One A.M.), такође објављен под насловом Шарло као пијаница, амерички је неми хумористички филм из 1916. године, режисера, ко-сценаристе и главног глумца Чарлија Чаплина. Представља један од мање типичних наслова Чаплинове филмографије, с обзиром да се − с изузетком кратког почетног кадра где Алберт Остин тумачи таксисту − Чаплин појављује као једини лик. Радња приказује његове покушаје да након разузданог ноћног провода дође у кревет, али се при томе услед пијанства суочава с низом потешкоћа. Ово је такође једно од Чаплинових ретких остварења у ком није тумачио улогу скитнице.
Иако наслов филма сугерише да би радња требало да се одвија око један сат ујутро, када Чарли стигне кући таксијем, напољу је прилично светло. Ово је вероватно урађено због непрактичности ноћног снимања у то време.

## Радња
Филм почиње сценом богатог младића који долази у своју кућу таксијем ујутру након ноћи опијања. Узалуд покушава да ухвати ручицу споља. Он мисли: „Стварно треба да поставе кваке близу врата.”
Када је коначно пронађе након неког тражења, излази, држећи руку на отвореном прозору таксија. Међутим, у свом пијаном стању, мисли да му је рука заглављена и покушава да је извуче. „Никад нисам волео таксије”, примећује он.
Затим вади своју марамицу, дува нос на њу и брише је о врата таксија, у покушају да ослободи руку. Међутим, марамица му пада, а младић, у свом пијаном стању, не размишља о томе да мора само да повуче руку и оде са стране да узме марамицу, умало не разбије такси и умало се убије у покушају да поврати своју марамицу на тежи начин.
Све ово време, таксиста уопште не реагује. Захваљујући великом чуду, пијанац повуче руку и удари главом о врата таксија тако снажно да се поново нађе унутра. Међутим, на срећу, до тада је зграбио своју марамицу.
Гледа у таксиметар како би знао колико треба да плаити. Међутим, бројке се крећу брзо − пребрзо за пијанца. Зури у њих неколико секунди, затим се осврће на пејзаж, а онда поново гледа у таксиметар, где се бројеви још увек крећу. Мисли да су бројеви полудели и само ставља цилиндар. Затим запали цигару и, случајно, упаљеним крајем опече таксисти руку. Ужурбано плаћа и одлучује да оде.
Међутим, он не примећује чињеницу да му је јакна заробљена у затвореним вратима. Капа му пада док је трзао назад ка таксију. Умало не пробуши точак у покушају да ослободи јакну, а врата се, неочекивано, отварају уз трзај. Наравно, поново је нокаутиран.
Долази до својих улазних врата. Међутим, када стигне, суочава се са другим проблемом. Мисли да је заборавио кључ и мора да уђе кроз прозор. Он га отвара и пење се. Том приликом, улази у акварију постављену испод прозора, а затим се клиза на отирачу. Открива да му је кључ све време био у џепу капута и одлучује да уђе на „правилан” начин, односно кроз врата.
Међутим, када уђе, оклизне се на отирач, и за 10 секунди клизања и усправљања, врата постају пијанчев једини ослонац. Наравно, врата су најгора могућа опција за наслон, а пијанац плаћа цену. Бори се да балансира и пита се да ли носи клизаљке. Коначно се оклизне када пусти врата, поврати равнотежу, али је убрзо изгуби, с обзиром на то да мора да балансира на вешалици за јакну, а затим поново оклизне и падне на вилицу.
Он се враћа и хода изненађујуће стабилно неколико корака, све док му се не приближи још једна простирка, а ноге му не исклизну испод њега, због чега пада на леђа. Слеће између тепиха од тигровине и плишаног евроазијског риса, који га ужасавају јер мисли да су стварни. Покушава да се удаљи од њих, што само доводи до још већег весеља док пијанац покушава да шутне тигрову простирку, а онда касније мисли да тигар покушава да му поједе ногу. Међутим, ту се ствар не завршава. Покушава да намами риса дајући му ваздушни пољубац, а затим му прилази и шутне га. То се, међутим, завршава када он дође до стола.
Тамо покушава себи да сипа пиће, али му се јакна случајно заглави у рупу на столу, а плоча стола се окреће. Несвестан јакне која је заглављена на столу, наставља да јури за пићем и никако не одустаје. Покушава да баци руке на пиће, али му измиче. Његова снага воље расте из минута у минут, а његово трчање постаје брже − као и плоча стола. „Ово је најбржа тура пића коју сам икада видео!” примећује како му пиће стално измиче.
Мало-помало, пијанац се умара и застаје на тренутак. Међутим, он види да су и пића престала, и мисли да може доћи до њих ако само приђе до њих. Када то уради, плоча стола поново почиње да се окреће, а дивља потера се наставља. Пијанац тетура уназад, а пиће му је надохват руке. Међутим, када покуша да га узме, јурњава се наставља и он наставља да трчи.
И онда, након свог тог времена, схвата да је јакна била узрок вртње плоче стола. Скине је и крене ка пићу, али сто се врти. Његово стопало је на јакни и он наставља да трчи за пићем. Коначно пада од исцрпљености и, ето, плоча стола престаје да се окреће. У чуду гледа у пића док су стала. „Шта вас је задржало?” он пита.
Узима пиће — и по вољи судбине, сипа га на сто. Видећи да је чаша још празна, узима другу чашу и поново сипа пиће на сто. Затим покушава да га сипа директно у чашу, али налази начин да и то упропасти — неопрезно га је попрска свуда по поду и по ципелама.
Затим покушава да запали цигарету, али и то забрља. Не може да је запали и баца је у шешир, који је на поду, мислећи да је канта за отпатке, а затим опече руку запаљеним крајем. Приђе свом шеширу и вади цигарету, а затим је баци на велику бару пива коју има. „Ова је изгорела”, примећује он и баца је у шешир.
Вади још једну цигарету, оклизне се на тепих, безуспешно покушава да окачи шешир о клин, ипак га некако ставља, а онда се оклизне на други тепих, главом пада на дно степеница. Одбацује јакну и шешир и креће ка пићу. Параноичан што га чека нова јурњава, скаче на њега. Наравно, он их узима, сипа и гута.
Затим хода по рису и мисли да му је нога заробљена међу рисовим ногама. Наравно, уместо да само повуче ноге, он уместо тога удара рисова уста са леве ноге. Међутим, његове ноге клизе испод њега и он пада на леђа.
Све ово га је исцрпило. „Лаку ноћ! Одох да спавам!” изјављује он и покушава да се попне степеницама у своју спаваћу собу. Али на последњем кораку, он посустаје, губи равнотежу и, наравно, клизи свих 13 степеника доле. Покуша поново, и поново је оборен, замало да се оклизне на тепиху. Приђе до пића, попије још једну чашу и затетура се, падајући на леђа. Са цигаретом у устима, покушава поново − и поново не успе. Он наставља неколико пута да се безуспешно попне уз степенице, а велики сат с кукавицом на спрату такође представља проблем, због невероватно широког замаха свог клатна. Пијанац постаје све креативнији са својим покушајима да се попне уз степенице, користећи планинску опрему, на пример, у свом следећем покушају.
Ово не иде добро. Конопац није довољно дугачак, што значи да пијанац може да искористи само ограничену дужину. Када стигне до врха, конопац попушта, а он беспомоћно клизи доле. „Да сам знао да јодлам, успео бих!” напомиње, након што је склизнуо. Поново покушава да се попне и, неким чудом, стиже горе. Међутим, клатно му удари у вилицу, а Чарли затетура назад ка степеницама − све до места одакле је кренуо.
Каже „Пробаћу други пут.” Покушава да се попне другим степеницама, иде скроз доле, а онда се пита како је поново оборен. Пење се на врх стола и већ је истрчао маратон пре него што је успео да постигне равнотежу. И још увек трчи маратон док одлучно гледа у своју собу. „Лагана вежба”, мисли он — и пада следећег минута.
Поново покушава да се попне преко првог степеништа, и поново пада скроз доле − само овај пут, вуче тепих са собом. Умотан у овај тепих, проба још једном и затим покушава да се попне преко вешалице за јакну. Веома је опасно, а његов живот на тренутак виси о концу, све док се пијанац не ухвати за степениште и успе да дође до врата своје собе.
Клатно га поново удара и овај поново клизи доле. Поново покушава да оде у своју собу истим путем, и овај пут успева. Клатно му поново удари у вилицу, али овај пут није оборен низ степенице, већ улази четвороношке у своју собу.
Он тражи свој кревет на извлачење. Поново долази до невоља када пијанац разбије кревет и поцепа шешир. Одустаје од идеје да спава у свом кревету и одлази у купатило по даљу инспирацију. Уђе под туш и, наравно, у пијаном стању, пали га. Покваси се, и покиснут улази у каду и онда заспи под пешкиром.

## Улоге
| Глумац       | Улога    |
| ------------ | -------- |
| Чарли Чаплин | пијанац  |
| Алберт Остин | таксиста |

## Пријем
Један рецензент за Louisville Herald написао је: „Чаплин сам креира сву акцију која је неопходна да би изазвао смех по коме је постао познат, и нема сумње да је ово најзахтевнија улога коју је овај комичар икада имао.”

## Звучна верзија
Године 1932, Амеди ван Борен из студија Van Beuren Studios, купио је Чаплинове комедије снимљене за Mutual по цени од 10.000 долара по комаду, додао је музику Џина Родемича и Винстона Шарплса, као и звучне ефекте, и поново их објавио путем компаније RKO Radio Pictures. Чаплин није имао правно средство да заустави ово издање. Многи обожаваоци Чаплина сматрају да је ова верзија филма „Један ујутро” бриљантна комбинација музике и звучних ефеката са акцијом.